# Tête de Hammurabi

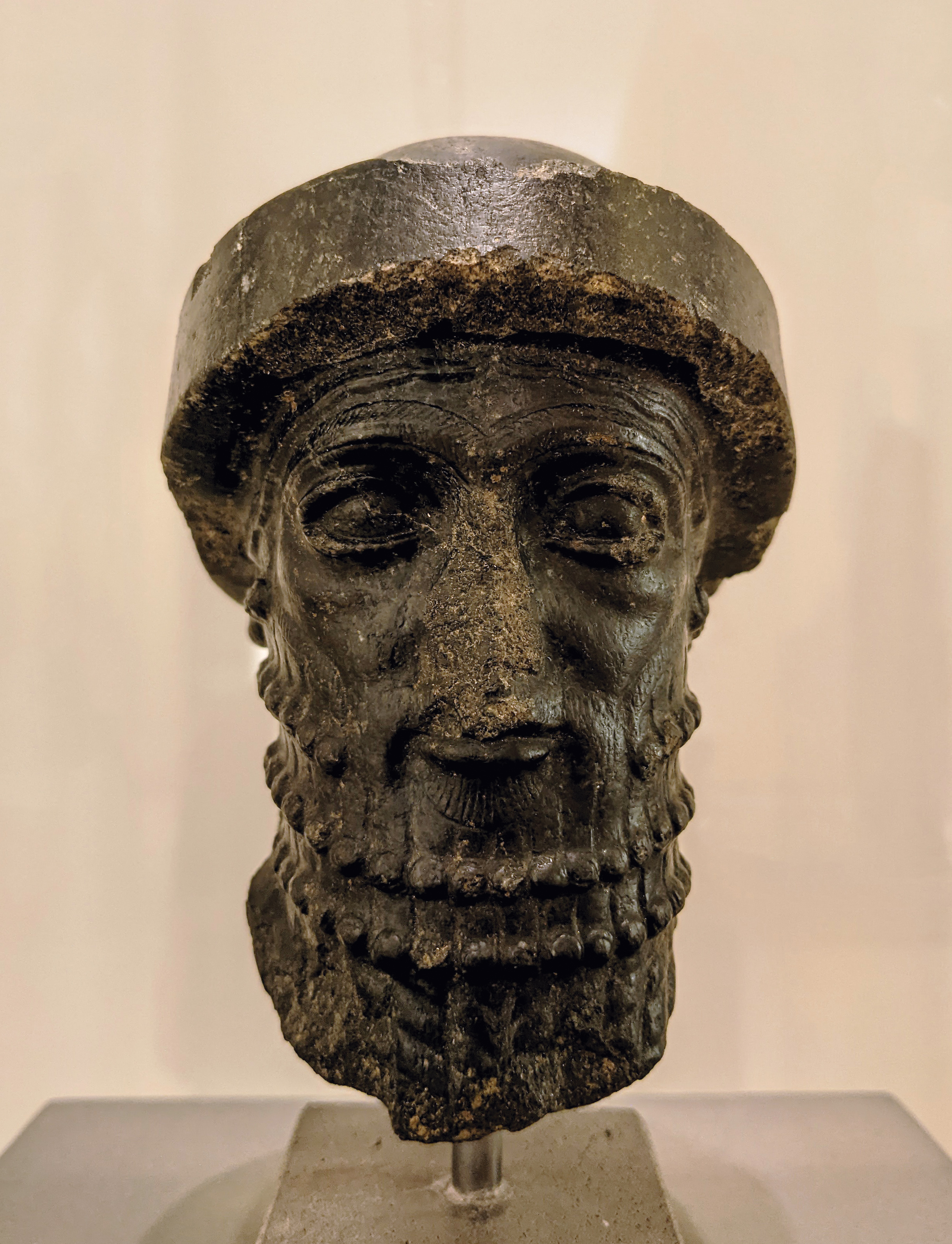
Tête de Hammurabi, supposément d'ascendance royale antérieure à Hammurabi de Babylone. 2000 av. J.-C. à 1200 av. J.-C. (datation approximative). Paris, Musée du Louvre.

La tête de Hammurabi a été découverte à Suse en Iran. On suppose que cette sculpture a été un butin de la Mésopotamie au XIIe siècle avant notre ère. Malgré son nom, cette sculpture ne représente pas Hammurabi, qui était le sixième roi de Babylone de la première dynastie mais un dirigeant antérieur à son règne. On le voit à l'expression du visage, qui reflète l'âge du modèle, son caractère et son état d'esprit, qui est très peu ressemblant  à la figure statique et peu personnel de sa sculpture sur la stèle du code de Hammurabi[Interprétation personnelle ?][réf. nécessaire].  
L'ensemble des caractéristiques de la statue permet d'indiquer sa date de conception soit autour de 2000 av. J.-C., à 1200 av. J.-C,  la datation exacte divergeant entre les experts et les différentes sources connues.  

## Description
Il s'agit d'une tête sculptée en diorite grise, haute de 15,2 centimètres, longue de 9,7 centimètres et de 11 centimètres d'épaisseur.  
Il laisse à penser que la tête devait était complétée d'un buste royal (épaule et buste manquants).  
L'hypothèse admise concernant la personne représentée est qu'il s'agirait d'un prince ou d'une personnalité importante membre de l'élite politique et sociale de l'époque car certains détails stylistiques comme la forme de la barbe, la disposition des cheveux sur le front, la forme du bonnet à larges bords (coiffe) aux caractéristiques royales et des bouclettes dans le cou indiquent une ascendance de haute lignée mais étant de date antérieure au règne du roi précédemment nommé. 
Les yeux de la statue semblent avoir été mutilés, dégradés volontairement car très abîmés : il était d'usage de mutiler cette partie précise du visage (en plus du nez et de la bouche) afin d'altérer le pouvoir et la vitalité de celui représenté, en l’occurrence, le prince ou le souverain. Cette pratique s'inscrivait dans une tentative d'effacement de l'entité visée de façon à la déshonorer. A l'instar du buste à cette époque, la mutilation volontaire de statues égyptiennes par les égyptiens eux-mêmes peut être citée (tel fut le cas du souverain Akhenaton qui, suite, entre autres raisons, à sa volonté d'imposer le culte exclusif de Rê-Horakhty, fut condamné de façon posthume par l'iconoclastie au sens strict de ses représentations en tout genre, ainsi qu'à la destruction de ses cartouches) : l'iconoclasme était donc assez répandue dans l'ensemble de la région. Cependant, il n'est pas certain que cela soit un acte de profanation ou les effets du temps dans le cas d'espèce qui aient engendrés une dégradation au niveau de la partie susnommée. 
Cette sculpture se différencie des productions traditionnelles de Mésopotamie, en effet on la rapproche plus des représentations des pharaons égyptiens du Moyen Empire. On suppose que cette sculpture a été sculptée dans un atelier ouvert à d'autres influences, éloigné des centres habituels de création. Le visage montre un étrange mélange de traits conventionnels, quasi mais peu réalistes comme il était accoutumé de procéder dans la sculpture d'époque.

## Histoire
Il est supposé que la tête fut dérobée en tant que butin, avec d'autres œuvres majeures de l'époque mésopotamienne telles que le Code de Hammurabi, par le roi élamite Shutruk-Nahhunte au cours d'un raid victorieux, ce qui expliquerait son emplacement en Iran, à la frontière avec l'Irak, qui [Iran] était le territoire des souverains élamites.  

## Découverte
La tête fut découverte lors de fouilles au cours d'une des multiples missions en Perse (Iran), à Suse, par l'archéologue français, Jacques de Morgan, entre 1906 et 1907, où il fera d'autres découvertes importantes sur le pays de l'Élam en particulier (Céramiques archaïques peintes de Suse, les tablettes élamites, la stèle de Naram-Sin, la statue de la reine Napirasou, le Code de Hammurabi), civilisation jusqu'alors oubliée.  

## Exposition
La tête est actuellement exposée à Los Angeles (États-Unis d'Amérique), au J. Paul Getty Museum dans la Villa Getty.     
Son lieu de conservation se situe au Musée du Louvre à Paris (France) dans le Département des Antiquités orientales aux collections mésopotamiennes, et ce depuis son transfert d'Iran après sa découverte par Jacques de Morgan et ses collaborateurs, notamment son successeur et ami, Roland de Mecquenem.     